# حكومة سلال الرابعة
حكومة سلال الرابعة،حكومة جزائرية تقلدت السلطة في الفترة الممتدة من 14 مايو 2015  إلى غاية 11 يونيو 2016 

## التشكيلة الوزارية
وفقا للدستور الجزائري، أعلن رئيس الجمهورية الجزائرية، بعد احتفاظه بحقيبة الدفاع الوطني، واستشار الوزير الأول عبد المالك سلال عن التشكيلة الحكومية التالية:
- عبد المالك سلال وزير أول .
- رمطان لعمامرة : وزيرا للدولة، وزير الشؤون الخارجية والتعاون الدولي.
- الفريق أحمد قايد صالح نائب وزير الدفاع الوطني رئيس أركان الجيش الوطني الشعبي
- نور الدين بدوي : وزير الداخلية والجماعات المحلية.
- الطيب لوح : وزير العدل، حافظ الأختام .
- عبد الرحمان بن خالفة : وزير المالية.
- عبد القادر مساهل : وزير الشؤون المغاربية والاتحاد الأفريقي وجامعة الدول العربية.
- عبد السلام بوشوارب : وزير الصناعة والمناجم .
- صالح خبري : وزير الطاقة.
- الطيب زيتوني : وزير المجاهدين .
- محمد عيسى : وزير الشؤون الدينية والأوقاف.
- عمارة بن يونس : وزير التجارة .
  - أنهيت مهامه في الحكومة وعين بختي بلعايب في 23 جويلية 2015.[4]
- عمار غول : وزير التهيئة العمرانية والسياحة والصناعات التقليدية.
- عبد القادر قاضي : وزير الفلاحة والتنمية الريفية .
  - أنهيت مهامه في الحكومة وعين سيد أحمد فروخي في 23 جويلية 2015.[4]
- عبد الوهاب نوري : وزير الموارد المائية والبيئة .
- عبد المجيد تبون : وزير السكن والعمران والمدينة .
- عبد القادر والي : وزير الأشغال العمومية.
- بوجمعة طلعي : وزير النقل.
- نورية بن غبريط رمعون : وزيرة التربية الوطنية .
- الطاهر حجار: وزير التعليم العالي والبحث العلمي .
- محمد مباركي : وزير التكوين والتعليم المهنيين .
- محمد الغازي : وزير العمل والتشغيل والضمان الاجتماعي .
- عز الدين ميهوبي : وز ير الثقافة .
- مونية مسلم : وزيرة التضامن الوطني والأسرة وقضايا المرأة .
- الطاهر خاوة : وزير العلاقات مع البرلمان
- عبد المالك بوضياف : وزير الصحة والسكان وإصلاح المستشفيات.
- عبد القادر خمري : وزير الشباب والرياضة.
  - أنهيت مهامه في الحكومة وعين الهادي ولد علي في 23 جويلية 2015.[4]
- حميد قرين : وزير الاتصال .
- هدى إيمان فرعون : وزيرة البريد وتكنولوجيات الإعلام والاتصال .
- سيد أحمد فروخي : وزير الصيد البحري والموارد الصيدية .
  - أنهيت مهامهو مهام الوزارة التي ادمجت مع وزارة الفلاحة التي أصبح هو نفسه وزيرا لهطه الأخيرة في 23 جويلية 2015.[5]
- حاجي بابا عمي : وزير منتدب لدى وزير المالية مكلف بالميزانية والاستشراف .
- عائشة تاغابو : وزيرة منتدبة لدى وزير التهيئة العمرانية والسياحة والصناعات التقليدية مكلفة بالصناعة التقليدية.

من جهة أخرى وطبقا للمادة 78 من الدستور عين رئيس الجمهورية السيدين:
- أحمد نوي : وزير أمين عام للحكومة .
- مصطفى كريم رحيل : وزير مدير ديوان الوزير الأول.